# Witek Muzyk Ulicy

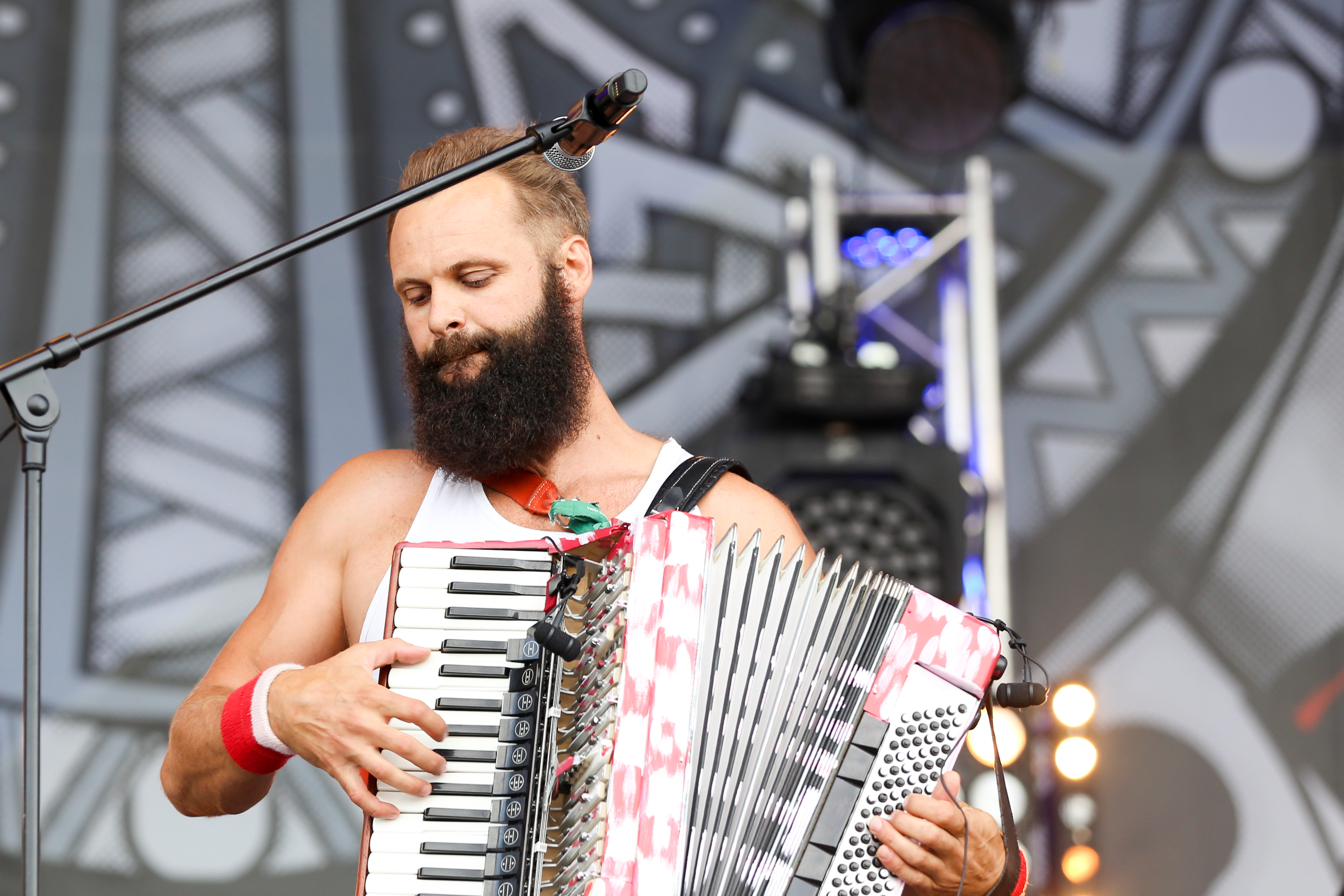
Witek Muzyk Ulicy grający na akordeonie (2019)

Witek Muzyk Ulicy, właśc. Witold Mikołajczuk (ur. 7 września 1981 w Żarach, zm. 4 stycznia 2024) – polski muzyk, wokalista, kompozytor, akordeonista, gitarzysta, autor tekstów, aranżer i grajek uliczny.

## Życiorys
Dorastał w Kołczynie (w województwie lubelskim), niewielkiej miejscowości położonej w gminie Rokitno, dokąd przeprowadził się z matką w 1989 z Żar (w województwie lubuskim). Muzyczny samouk, ukończył I Liceum Ogólnokształcące im. Józefa Ignacego Kraszewskiego w Białej Podlaskiej. Na przełomie trzeciej i czwartej klasy założył z przyjaciółmi zespół rockowy o nazwie Śrubokręt. Pracował jako wolontariusz muzyczny, uczył również za darmo muzyki w szkole podstawowej. Żyjąc przez rok na ulicach Warszawy skomponował utwory. Amatorskie nagrania kilku występów ulicznych umieścił na YouTube oraz Facebooku. W ciągu miesiąca osiągnęły łącznie ponad milion wyświetleń.
Z grupą przyjaciół (menedżerem Ryszardem Adamusem, skrzypaczką Dominiką Bienias, perkusistą Wojciechem Kidoniem oraz odpowiedzialnym za PR i fotografię Arturem Rozmysłem) za pomocą platformy crowdfundingowej wydał w 2016 debiutancki album Gram dla Was, a w 2018 drugi, Folko Rocko Punko Polo.
Jego muzykę charakteryzowało użycie akordeonu i akustyczne aranżacje utrzymane w „ulicznej” stylistyce. W 2019 wystąpił na Pol'and'Rock Festival. Najpopularniejszym utworem Witka było „Serce wolności”, z tekstem opowiadającym o polskiej emigracji zarobkowej.

## Śmierć
Według oficjalnego raportu medycznego, Witek Muzyk Ulicy zmarł w wyniku niewydolności krążeniowo-oddechowej. Lekarze stwierdzili, że bezpośrednią przyczyną śmierci był zawał serca.
13 stycznia 2024 został pochowany na cmentarzu parafialnym w Malowej Górze.

## Kontrowersje
Utwór Serce wolności został początkowo objęty patronatem medialnym Programu Trzeciego Polskiego Radia i trafił na jego listę przebojów, lecz został z niej zdjęty, jak uważał Mikołajczuk, „za tekst”, pada w nim bowiem wers „Koniec z końcem się nie widzi, bo mamoną rządzą Żydzi”, który miał zostać uznany za nacechowany antysemicko. Sam artysta w wywiadzie z 2022 stwierdził, że jego zdaniem „Polski już dawno nie ma”, a także, iż „Tak naprawdę kasta Żydów i rabinów z Nowego Jorku tutaj zarządza poligonem doświadczalnym, jakim jest Polska, wysyłając tutaj większość swoich produktów rozrywkowych”.

## Dyskografia
- Gram dla Was (CD 2016, LP 2017)
- Folko Rocko Punko Polo (2018)
- Gram dla siebie (2021)[13]